# Situation hebdomadaire de la Banque de France

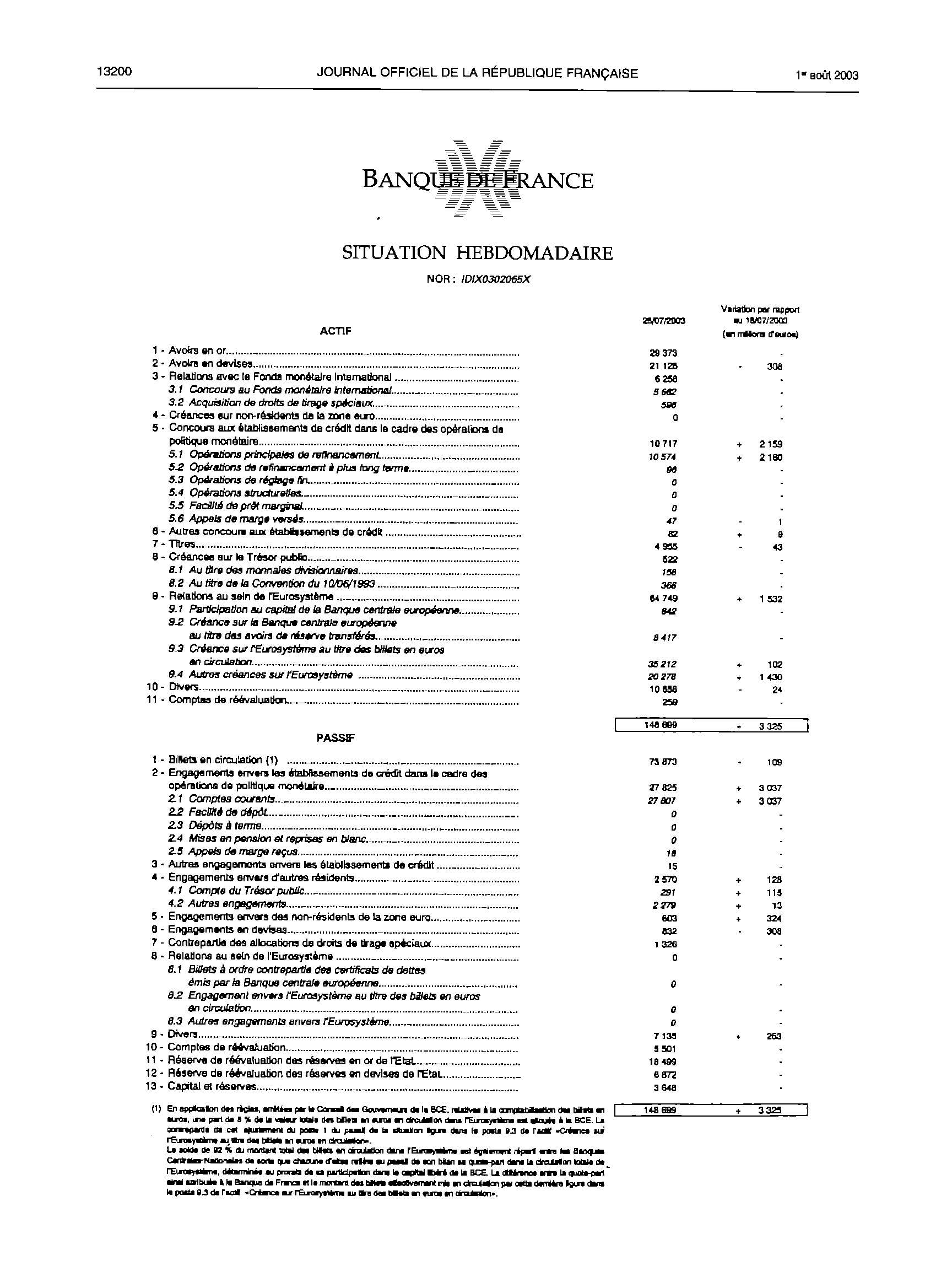
Dernière publication au Journal officiel de la situation hebdomadaire de la Banque de France, le 1er août 2003.

La situation hebdomadaire de la Banque de France est un bilan comptable publié régulièrement par la Banque de France, faisant état de la situation de ses écritures. Trimestrielle à sa création en 1840, la fréquence hebdomadaire est instaurée brièvement en 1848-1852, avant de s'imposer en 1864. Elle reste hebdomadaire jusqu'en 2003, date à laquelle une fréquence mensuelle est adoptée sur recommandation de la Banque centrale européenne.

## Histoire

### Périodicité
L'obligation pour la Banque de France de publier sa situation date de 1840, mais la périodicité a varié. À l'origine, elle est trimestrielle, ainsi que le dispose la loi du 30 juin 1840,.
Elle est rendue hebdomadaire une première fois en 1848 par le Gouvernement provisoire en même temps que le cours forcé, et est à l'époque publiée au Moniteur universel,. Cette mesure vise à conserver la confiance du public, dans une situation où la monnaie n'est plus convertible en or. Mais, malgré la cessation du cours forcé et le rétablissement de la libre convertibilité en 1850,, l'obligation de publication hebdomadaire demeure jusqu'en 1852,, lorsque la loi du 3 mars approuve le traité entre le Trésor et la Banque de France revenant à l'obligation de publication trimestrielle de 1840,. À la suite de protestations,, le Conseil général de la Banque de France opte lors de sa séance du 11 mars pour une publication mensuelle, afin de « donner satisfaction à la curiosité bien légitime du public » d'après Frédéric Pillet-Will, alors régent de la Banque de France,.
Ce compromis de le Banque de France n'est pas suffisant, et le reproche de son manque de transparence refait surface lorsque les frères Péreire entrent en conflit avec elle en 1864. Le Conseil général consent alors, au cours de sa séance du 9 juin, à reprendre la publication hebdomadaire,. Elle s'y tient ensuite rigoureusement, sauf pendant certaines périodes exceptionnelles comme les guerres (elle est interrompue lors de la guerre de 1870,, de la Première, et de la Seconde Guerre mondiale, du retrait en 1948 du billet de 5 000 francs, et des grèves de Mai 68).
Le caractère hebdomadaire de la publication est de nouveau rendu obligatoire par le décret du 14 décembre 1936, et la publication officiellement transférée au Journal officiel de la République française,,. Bien que le caractère hebdomadaire de cette obligation soit supprimé par le décret du 30 janvier 1973,, la publication reste hebdomadaire. Lors de la réforme du statut de la Banque de France en 1993, le caractère hebdomadaire est de nouveau rendu obligatoire.

### Abrogation
La situation hebdomadaire est publiée au Journal officiel jusqu'en 2003, date à laquelle elle est abrogée par la loi de sécurité financière,, « la décision du groupe de travail comptable de la Banque centrale européenne (BCE) d'actualiser les données relatives au partage du revenu monétaire sur une base mensuelle à compter du 1er janvier 2002 ayant fait perdre sa pertinence au rythme hebdomadaire. En effet, la Banque de France s'appuie sur les données provenant de la BCE pour établir sa situation. Or, conserver un rythme hebdomadaire obligerait la Banque de France à procéder à des opérations complémentaires de recalcul qui n'apparaissent pas indispensables. De surcroît, le Conseil des gouverneurs de la BCE a recommandé aux banques centrales nationales, le 4 juillet 2002, de cesser de publier des situations hebdomadaires. »

### Base de données
En 2001, un projet est lancé visant à synthétiser dans une base de données les situations hebdomadaires entre 1840 et 1998,,.

## Caractéristiques
La publication a lieu chaque jeudi sur les comptes arrêtés au jeudi précédent.
Au cours de son histoire, la présentation de la situation hebdomadaire subit plusieurs modifications, notamment en 1950,, et en 1988.